# فرودگاه رویالتون
فرودگاه رویالتون (به انگلیسی: Royalton Airport) یک فرودگاه همگانی بهره‌برداری هوایی با کد یاتا 9G5 است که یک باند فرود آسفالت دارد و طول باند آن ۷۷۱ متر است. این فرودگاه در شهر گاسپورت، نیویورک کشور ایالات متحده آمریکا قرار دارد و در ارتفاع ۱۹۱ متری از سطح دریا واقع شده است.